# Научно-исследовательский экспериментальный институт металлорежущих станков
Научно-исследовательский экспериментальный институт металлорежущих станков (также известен как ЭНИМС) — научно-исследовательский институт в области станкостроения с опытным заводом в Москве.

## История
С 1928 года по 1932 год в СССР проходила первая пятилетка, быстро развивалось станкостроение. В 1931 году для этого в Москве были созданы НИИ станков и инструментов (НИИСТИ) и Центральное конструкторское бюро по станкостроению (ЦКБ). На основе опыта их работы 19 мая 1933 года согласно приказу № 157 управляющего Главным управлением станкоинстументальной и абразивной промышленности (Станкообъединением) Наркомтяжпрома Е. М. Альперовича образован Экспериментальный научно-исследовательский институт металлорежущих станков (ЭНИМС), в котором были объединены НИИСТИ и ЦКБ. В 1934 году в состав института вошёл также опытный завод «Станкоконструкция».
С июня 1934 года по 1937 год под контролем Г. М. Горохова велась разработка технических заданий для проектирования станков. ЭНИМС стал головной научно-технологической организацией в СССР при разработке новых конструкций станков. Под руководством главного конструктора В. И. Дикушина шло создание номенклатур и размеров станков. Был создан стандарт для технических условий и показателей качества станков. За это время создано 60 станков для обработки тюбингов (впоследствии нашли применение при оснащении Московского метрополитена), 60 станков для заводов, производящих тракторы. Тогда же сделан агрегатный станок для автомобильной промышленности.
С июля 1938 года по 1945 год ЭНИМС занимался техническим оснащением предприятий оборонной промышленности. За годы войны произведено 800 агрегатных и специальных станков для производства боеприпасов, танков и самолётов. Многие работники ЭНИМС вступили в ряды 1-й Московской дивизии народного ополчения.
С 1945 года по 1976 год в институте решались различные вопросы станковедения, расширения типажа станков, перехода на скоростное резание, повышения жесткости и виброустойчивости, развития тяжелого и прецизионного станкостроения, обеспечения надежности и долговечности, развития автоматизации, станков с ЧПУ. В 1945 году выпущена книга «Расчеты деталей станков», в 1953 году «Табличные расчеты деталей станков», в 1957 году «Расчеты при модернизации станков». В 1962 году институт завершил отработку технологии процесса снятия заусенцев с металлических заготовок с использованием электролиза (разрабчики В. Ю. Вероман, И. А. Байсупов и др.).
В 1981 году заработал Вычислительный центр ЭНИМС, где исследовались методы расчёта оптимальных конструкций станков. Впоследствии стало развиваться направление компьютерной автоматизации производства на основе технологий информационной поддержки жизненного цикла изделий (CALS-технологий). Это направление развивали Александр Исидорович Левин (Q110344112) и Евгений Владимирович Судов (Q95736580).

## Направления работ
- Разработка технических заданий для проектирования станков, их конструирование и опытная отработка[5][6]
- Создание и развитие методологии механической обработки и станкостроения[5]
- Математическое моделирование в станкостроении, изучение проблем прочности и вибраций станков[6]
- Металловедение и испытания материалов, разработка металлорежущего инструмента[6]
- Научное обоснование номенклатуры и параметрический рядов станков для советской промышленности[5]
- Стандартизация в станкостроении[5]
- Разработка технологических процессов в станкостроении[6], а также внедрение автоматизированных технологий информационной поддержки жизненного цикла станков и их частей[5]
- Подготовка научных кадров высшей квалификации[5], аспирантура и докторантура ЭНИМС (по состоянию на 2007 год) обеспечивала подготовку по двум научным специальностям[7]:
  - технологии и оборудование механической и физико-технической обработки
  - автоматизация и управление технологическими процессами и производствами

## Современное состояние
После распада СССР в 1991 году вплоть до 2002 года институт продолжал работы по созданию заводов для производства токарных станков.
В 1993 году ЭНИМС был аккредитован в системе сертификации ГОСТ Р как испытательный центр металлообрабатывающих станков, а в 1999 году — аккредитован в европейской системе сертификации как лаборатория испытаний металлообрабатывающих станков ЭНИМС.
По состоянию на 2004 год институт участвовал в реализации пяти федеральных программ и сохранял прибыльность. Однако, при приватизации в начале 90-х годов 51 % акций попали в руках сотрудников, а 43 % акций оказались в руках группы, представляющей интересы производителей вино-водочной продукции. Это привело к серьезным конфликтам и попытке рейдерского захвата имущества института. 16 января 2004 года накануне очередного совета директоров на территорию ЭНИМС ворвались люди, экипированные бензопилами и «болгарками» для изъятия учредительных документов, протоколов собраний акционеров, печатей и др. Сотрудников насильно вывели из административных помещений и забаррикадировали железные двери. При этом заместитель генерального директора насильно удерживался группой бритоголовых людей, а выезды с территории были заблокированы автофургонами. Впоследствии захватчики были выдворены с помощью милиции, но часть документов пропала.

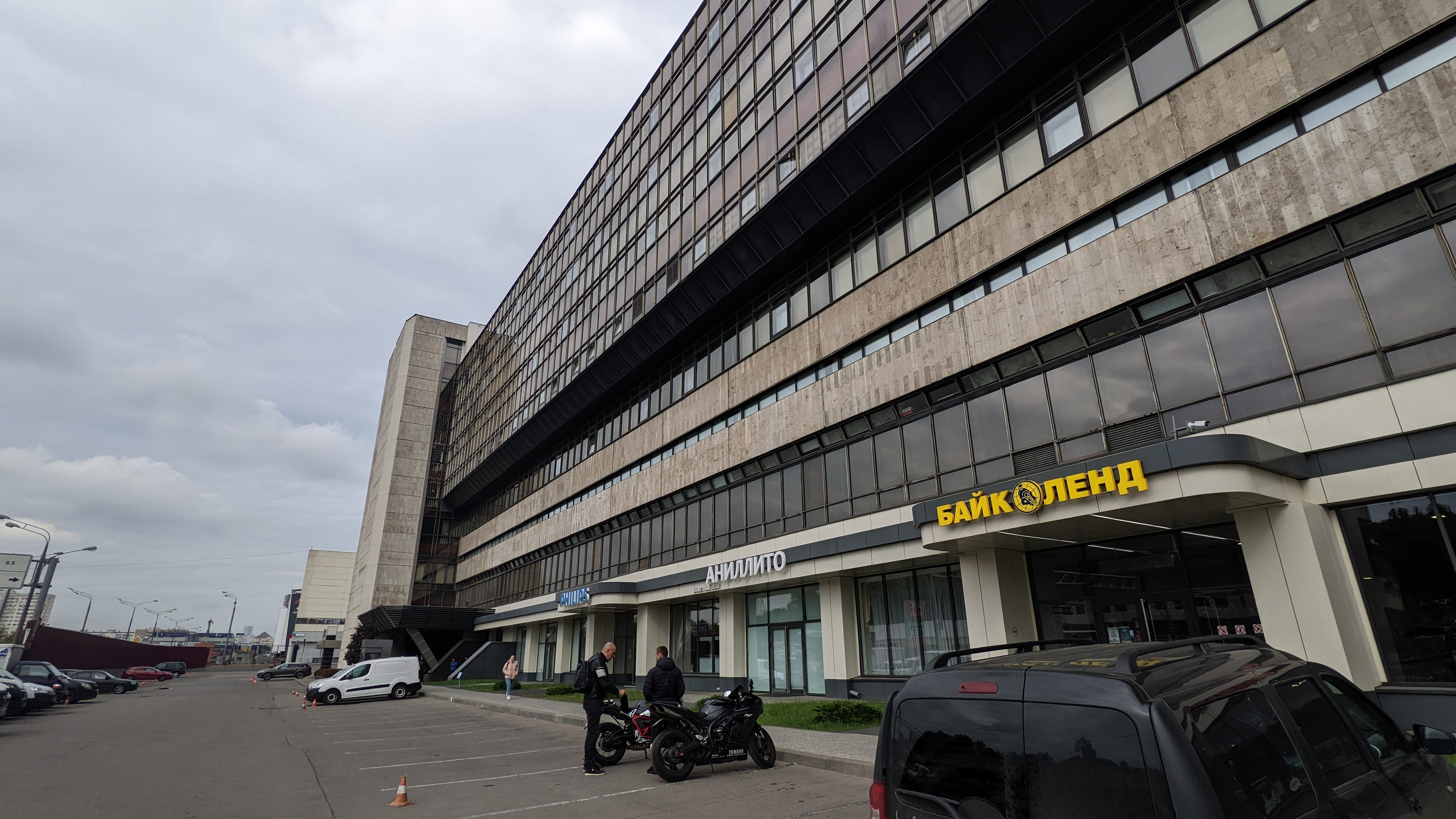
Бывший Московский станкостроительный завод имени Серго Орджоникидзе, располагавшийся рядом с ЭНИМС, в настоящее время в цехах завода размещается торговый дисконт-центр «Орджоникидзе 11»

В начале 2012 года в федеральной прессе была опубликована информация о том, что в России на 2011 год полностью уничтожено 42 станкостроительных предприятия. В их число входили и столичные: Станкостроительный завод «Красный пролетарий», заводы
им. Серго Орджоникидзе и «Фрезер», Московский завод координатно-расточных станков, ЭНИМС (включая завод «Станкоконструкция»)
Последние упоминания о профильной деятельности института также относятся к 2012 году, даже аспирантура к этому году еще работала и в ней обучались 6 человек.
По состоянию на 2024 год АО «ЭНИМС» формально существует, но на базе главного корпуса ЭНИМС функционирует бизнес-центр.

## Руководители института
См. также Категория:Сотрудники ЭНИМС
- Владзиевский, Александр Павлович (директор, 1941—1968)
- Дикушин, Владимир Иванович (главный конструктор, 1937—1977)
- Васильев, Владимир Сергеевич (директор)[11][12]
- Мицен, Владимир Михайлович (директор)[13]
- Якунин, Валерий Александрович (генеральный директор, 2001)[1]
- Черпаков, Борис Ильич (заместитель генерального директора по научной работе, 2001)[1]
- Филиппов, Евгений Константинович (главный конструктор, 2001)[1]
- Смайловская, Маргарита Семеновна (генеральный директор, 2010—2012)[7]
- Бойм, Александр Григорьевич (генеральный директор, 2013)[14]

## Награды
- Орден Ленина (1943)
- Орден Трудового Красного знамени (1971)
- Международная премия «Золотой Меркурий» (1980)
- Золотая медаль Московского международного промышленного форума MIIF-2007[2].